# Franklin, North Carolina
Franklin är administrativ huvudort i Macon County i North Carolina. Orten har fått sitt namn efter Jesse Franklin. Enligt 2010 års folkräkning hade Franklin 3 845 invånare.